# Laurence Leboucher
Laurence Leboucher (nascida em 22 de fevereiro de 1972) é uma ciclista profissional francesa, especialista em cross-country de mountain bike. Ela é uma atleta olímpica quatro vezes e duas vezes foi campeã mundial de ciclocross.